# Hans-Arend Feindt

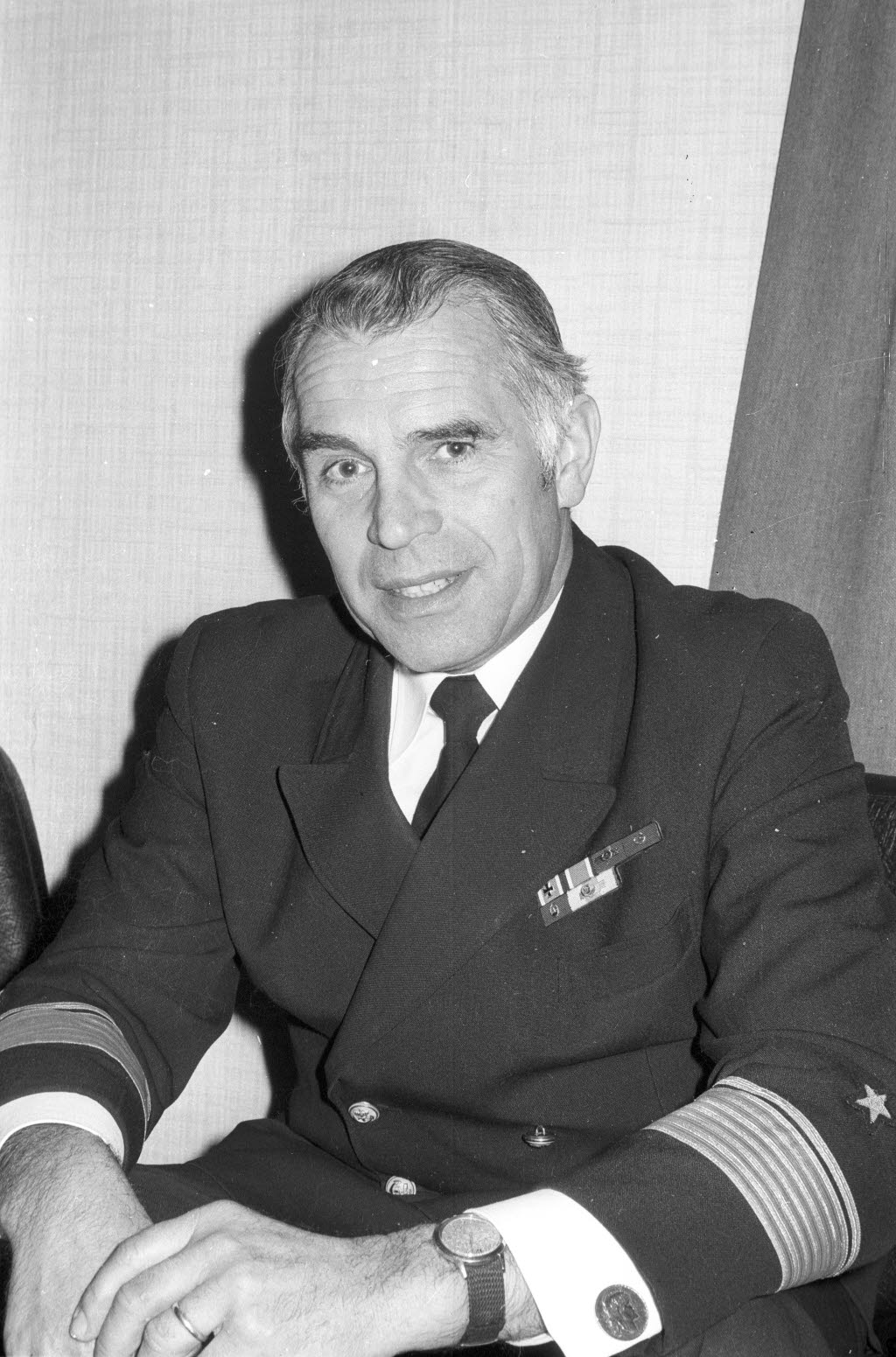
Hans-Arend Feindt (1975)

Hans-Arend Feindt (* 29. Oktober 1921 in Bremen; † 2. Februar 2002) war ein deutscher Marineoffizier, zuletzt als Konteradmiral der Bundesmarine.

## Leben

### Zweiter Weltkrieg und Nachkriegszeit
Feindt trat am 1. Dezember 1939 als Offizieranwärter in die Kriegsmarine ein, nachdem er zuvor anstelle eines Abiturs einen Reifevermerk erhalten hatte. Er begann seine Ausbildung bei der 7. Schiffsstammabteilung auf dem Dänholm auf Rügen gegenüber Stralsund. Es folgten Bordpraktika als Seekadett auf dem Segelschulschiff Horst Wessel, dem Linienschiff Schleswig-Holstein und bei der 1. Minensuchflottille, bevor er die Offizierausbildung an der Marineschule Mürwik mit der Seeoffizierhauptprüfung abschloss. Am 1. April 1941 wurde er zum Leutnant zur See befördert.
Anschließend meldete sich Feindt zur Ausbildung für den Dienst auf U-Booten und war vom Januar 1942 bis Juni 1942 Wachoffizier auf U 34. Von September 1942, ab 1. Dezember 1943 Oberleutnant zur See, bis November 1943 war er Erster Wachoffizier auf U 641, welches ab März 1943 bei der 7. U-Flottille in St. Nazaire war. Nach einem Kommandantenlehrgang und der Baubelehrung übernahm er am 4. April 1944 das Kommando über U 758 und wurde mit nur 22 Jahren einer der jüngsten U-Boot-Kommandanten der Kriegsmarine. Nach einer ersten kurzen Feindfahrt im Juni 1944 wurde das Boot mit einem Schnorchel ausgestattet, um anschließend eine weitere, letzte Einsatzfahrt zu unternehmen, die im Oktober 1944 in Bergen endete. Danach wurde das Boot nach Deutschland zurückgeführt und am 16. März 1945 in Kiel durch Fliegerbomben zerstört. Von April 1945 bis Kriegsende war er Chef einer Marine-Panzerjagd-Kompanie.
Nach Kriegsende nahm Feindt eine zivile Berufstätigkeit als kaufmännischer Mitarbeiter in verschiedenen Branchen auf.

### Dienst in der Bundesmarine
Am 16. Januar 1956 trat Feindt in die neu gegründete Bundesmarine ein. Es folgten Tätigkeiten im Führungsstab der Marine und eine Admiralstabsausbildung bei der französischen Marine. Am 16. Januar 1957 wurde er Kapitänleutnant. Im April 1963 wurde Feindt als Korvettenkapitän (Beförderung am 12. Mai 1960) Mitglied der Baubelehrungsgruppe für die neue Fregatte Lübeck, und nach ihrer Indienststellung am 6. Juli 1963 deren Erster Offizier. Daran schloss sich eine halbjährige Kommandantenzeit auf dem als Schulschiff eingesetzten Tender Donau an.
Am 1. Oktober 1964 übernahm er das Kommando über die Fregatte Augsburg. Während dieser bis zum 31. März 1966 dauernden Kommandantenzeit wurde er am 16. Dezember 1964 zum Fregattenkapitän befördert.
1966 wurde Feindt Lehrstabsoffizier an der Schule für Innere Führung in Koblenz. 1968 wurde er Adjutant der Bundesminister der Verteidigung Gerhard Schröder und Helmut Schmidt. Am 18. Oktober 1968 wurde Feindt als Kapitän zur See Kommandeur des 2. Zerstörergeschwaders und führte es bis zum 28. März 1973.
Im April 1973 wurde Feindt als Flottillenadmiral Leiter des Aufstellungsstabes für das Marineunterstützungskommando, dessen Führung als Kommandeur er am 1. Oktober 1974 übernahm und bis März 1979 innehatte. Daran schloss sich seine letzte aktive Verwendung als Befehlshaber des Territorialkommandos Schleswig-Holstein im Dienstgrad Konteradmiral (Beförderung am 1. April 1979) an. Am 31. März 1982 trat Feindt in den Ruhestand.

### Weitere Tätigkeit
Nach seiner Zurruhesetzung war Feindt noch sieben Jahre lang Präsident des Deutschen Marinebundes.

## Auszeichnungen
Im Laufe seiner Dienstzeit erhielt Feindt unter anderem folgende Auszeichnungen:
- Eisernes Kreuz (1939) II. und I. Klasse
- Verdienstkreuz 1. Klasse der Bundesrepublik Deutschland 1974
- Großes Verdienstkreuz des Verdienstordens der Bundesrepublik Deutschland 1980